# Port de Melilla
El port de Melilla és un port marítim, comercial i pesquer situat a Melilla

## Posició
- Longitud: Oest, 2º 56'
- Latitud: Nord, 35º 17'

Vents predominants
- Llevant
- Ponent

## Antecedents
La ciutat de Melilla va ser fundada pels fenicis aproximadament al segle VII a. C. amb el nom de Rusadir. Ciutat creada com a punt de suport, refugi i descans, aquest lloc va ser triat com a port a causa de la protecció natural que oferia. Va ser referenciada per l'emperador Antonio Pio Augusto Caracalla (anys 211-217) en el seu Itinerari d'Antonino. No es disposa de dades sobre el port i el seu ús per visigots, bizantins o àrabs. Potser és degut al continu soterrament del port per part del riu que travessa la ciutat, conegut com "Riu d'Or".
La ciutat va ser presa per al regne d'Espanya el 1497 per Don Pedro d'Estopinyan. Va ser utilitzada com a desembarcador en època de la reconquesta. En aquella època, el ancoratge no era del tot segur, perdent-se nombrosos vaixells que encallaven a la platja del Mantelete o la Platja de Sant Llorenç. L'artilleria del fort solia enfonsar aquests vaixells perquè no caiguessin en mans enemigues.
Melilla va patir lloc el 1774-75, on es va posar de manifest la necessitat d'un port. Els combois de socors que van arribar el 29 de desembre de 1774 van haver de suspendre la descàrrega de queviures i munició a causa del fort vent de llevant que va fer perillar les naus. A més, l'esquadra que protegia Melilla per mar, al comandament del Capità de Navili Don Hidalgo de Cisneros, va haver d'allunyar-se de la plaça assetjada per evitar la pèrdua dels vaixells, cosa que li va costar ser sotmès a expedient.

## Història

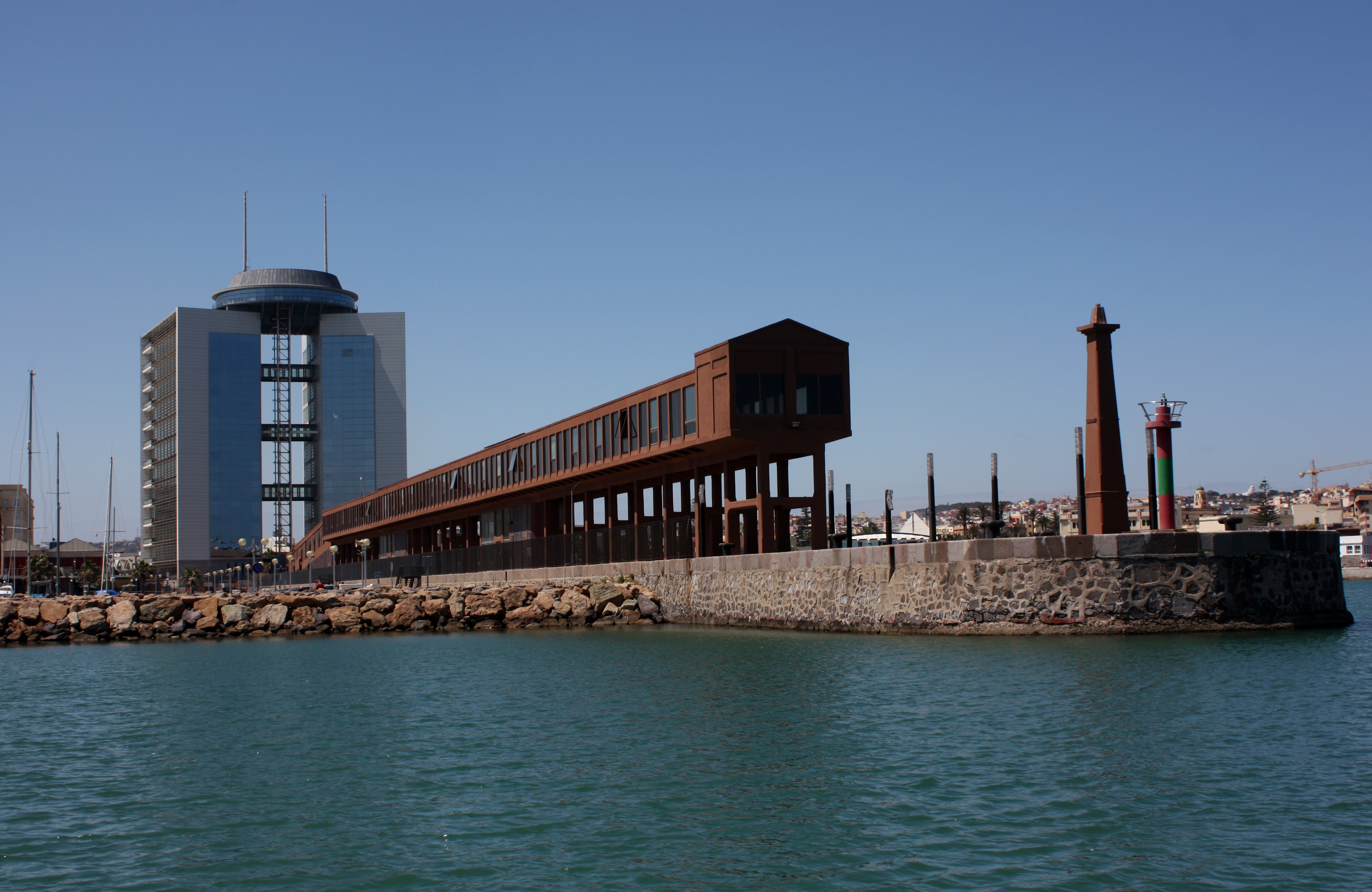
Carregador de mineral de Melilla.

El 18 de desembre del 1902, es va crear la junta d'Obres del port de Melilla, presidida pel governador militar. Va ser Manuel Becerra qui va començar els estudis de redacció del primer projecte de port. I el 17 de novembre de 1904 es dotava la Junta d'Obres de Melilla del primer reglament per a la seua organització i funcions.
Les obres van ser inaugurades per Alfons XIII dipositant a mode d'ofrena una caixa amb diverses monedes de curs legal i un exemplar de El Telegrama del Rif que més tard seria El Telegrama de Melilla.
El 1909 es van projectar i realitzar les carreteres de Melilla a Nador, de Nador a Zeluan, de Melilla al Soc el Had de Beni Sicar i de Melilla a Tres Forcas, sempre sota la direcció de D. Manuel Becerra. En aquesta època febril també es van fer una central elèctrica de 135,80 cavalls de força, el primer projecte d'abastament d'aigües de la població, un soc, un dipòsit de grans i una infermeria indígena. La majoria encara es conserven en bon estat.
Un dia de març de 1914, les onades van arribar a assolir 18 metres d'alçada, escombrant completament molls i destrossant una gran part del dic en construcció. Es van perdre més de 15 embarcacions i 20 més van patir greus danys. Els temporals es van succeir aquest any i el següent, perdent nombroses embarcacions i creant grans destrosses al port. Encara que el temporal més fort patit per la ciutat va ocórrer el 12 de març de 1925, on edificis que es trobaven a trenta metres d'alçada sobre el nivell del mar van ser aconseguits per les aigües. El 12 d'abril del 1927, la ciutat de Melilla va quedar inundada per una pluja torrencial quedant incomunicada fins i tot telegràficament.
Entre 1917 i 1925 es construeix Carregador de mineral de Melilla el carregador de mineral després de petició de la Companyia Espanyola de Mines del Rif, amb una capacitat d'atracament per a vaixells de fins a 160 metres eslora/ 20 màniga. La capacitat real de càrrega arribava a les 1000 tones base. A més es conclourien els molls de Ribera, augmentant la línia d'atracament i evitant que la mercaderia fos descarregada per mitjà de barcasses. Tot i això, les nombroses campanyes militars van fer que la construcció del dic fos molt lenta. 49 vaixells amb 25.000 homes, van desembarcar al port de Melilla per participar en els desgraciats successos del Desastre d'Annual entre el 24 de juliol i el 3 d'agost de 1921.
Entre 1937 i 1940 es construeix la Balisa del Morro.
El 1966, la 3a llei de Règim financer dels ports estableix per a Melilla unes tarifes especials. El volum d'exportacions de mineral cauria dràsticament durant un temps fins que el 1980, el carregador de mineral de la ciutat realitzaria el seu darrer servei.

## Navilieres i destinacions
| Màlaga  | Port de Málaga  | Trasmediterránea/ Baleària |
| Almería | Port de Almería | Trasmediterránea/ Baleària |
| Motril  | Port de Motril  | Baleària                   |

## Estadístiques
Nombre de passatgers, mercaderies i creueristes des de l'any 2010:
|                       | Passatgers | Creueristes | Mercaderies (t) |
| --------------------- | ---------- | ----------- | --------------- |
| 2010                  | 633.044    | 0           | 702.752         |
| 2011                  | 642.733    | 0           | 865.905         |
| 2012                  | 810.883    | 0           | 835.770         |
| 2013                  | 783.930    | 0           | 764.410         |
| 2014                  | 772.124    | 254         | 836.482         |
| 2015                  | 844.260    | 1.352       | 935.129         |
| 2016                  | 889.348    | 1.224       | 1.059.469       |
| 2017                  | 833.033    | 0           | 934.966         |
| 2018                  | 828.659    | 368         | 827.812         |
| 2019                  | 842.983    | 631         | 834.568         |
| 2020                  | 234.536    | 0           | 632.150         |
| 2021                  | 265.903    | 1.374       | 993.622         |
| 2022                  | 641.263    | 5.025       | 566.365         |
| Font: Port de Melilla |            |             |                 |